# Charles Hustinx (1936)
Charles Leon Anne Marie Hustinx (Nijmegen, 5 februari 1936) is een Nederlands politicus van de KVP en later het CDA.
Hij werd geboren als zoon van de advocaat mr. Charles Hustinx (1902-1982), die van 1944 tot 1967 de burgemeester van Nijmegen was. Zelf is C.L.A.M. Hustinx ook afgestudeerd in de rechten en wel aan de Katholieke Universiteit Nijmegen. Daarna heeft hij vanaf 1965 gewerkt bij de provinciale griffie van Zuid-Holland. Vervolgens maakte hij de overstap naar de Vereniging van Nederlandse Gemeenten. Rond 1970 ging hij werken bij het kabinet van de commissaris van de koningin in de provincie Utrecht waar hij referendaris en plaatsvervangend chef is geweest. In februari 1973 werd Hustinx benoemd tot burgemeester van Mook en Middelaar en in april 1982 volgde zijn benoeming tot burgemeester van Beek en Donk. In 1991 kwam hij landelijk in het nieuws toen hij na druk vanuit de gemeenteraad stopte met zijn kort daarvoor begonnen studie aan de universiteit van Maastricht omdat hij al veel langer onvoldoende aandacht zou besteden aan maatschappelijke gebeurtenissen in de gemeente. Hustinx zou tot circa 1994 aanblijven als burgemeester.